# 巫厝車站
巫厝車站（p. 529）位於彰化縣溪湖鎮，是台灣糖業鐵路員林線上的車站。現已被政府綠化為田寮台糖自行車步道。原址約位於彰47線成功路與成功路197巷路口附近。

## 鄰近車站
- 廢止營運模式

## 車站周邊
- 田寮自行車車道